# Lingua plicata
Lingua plicata (fissurata), skrotaltunga eller fårad tunga, innebär att man har medfödda[källa behövs] fissurer (sprickor) på tungan och behöver ej behandlas. Fissurerna kan bli så djupa att föda samlas i dem.
Rekommendation: Borstning med ljummet vatten.